# غابرييلا دوارتي
غابرييلا دوارتي (بالبرتغالية: Gabriela Duarte‏) هي ممثلة برازيلية، ولدت في 15 أبريل 1974 بكامبيناس في البرازيل.

## وصلات خارجية
- غابرييلا دوارتي على موقع IMDb (الإنجليزية)
- غابرييلا دوارتي على موقع ألو سيني (الفرنسية)
- غابرييلا دوارتي على موقع قاعدة بيانات الفيلم (الإنجليزية)
- غابرييلا دوارتي على موقع كينوبويسك (الروسية)